# Administración de las tecnologías de la información

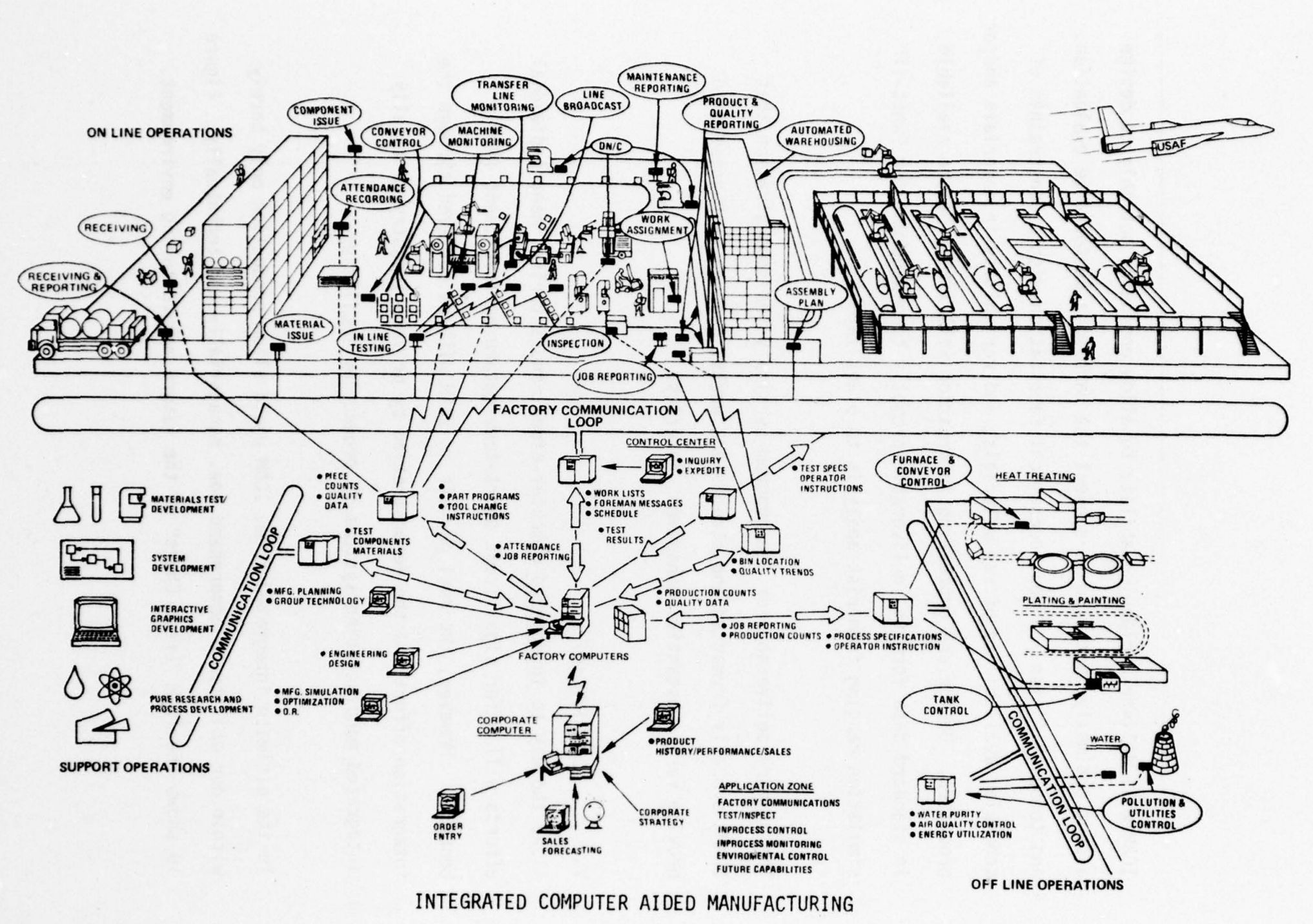
Manufatura Assistida por Computador Integrada

La administración de las tecnologías de la información tiene como objetivo el desarrollo de sistemas de información que ayudan a resolver problemas de la administración.
Las organizaciones tanto lucrativas como no lucrativas deben mantenerse a la vanguardia en sus diferentes campos de acción, y para poder realizar esto deben contar con lo último en sistemas de información que puedan cubrir las necesidades tanto de su entorno interior como de su entorno exterior. El rediseño de una organización basado en la adquisición de nuevas tecnologías de información que den paso a un nuevo sistema de información no es tarea fácil, se tienen que tomar en cuenta muchos aspectos de la organización (recursos humanos, económicos y operativos) y se debe seguir un proceso previamente definido para poder renacer y hacer que este rediseño tenga éxito.

## Proceso
Lo primero que se debe realizar en el rediseño de una organización con sistemas de información es el análisis de las necesidades. Existen dos metodologías importantes para determinar las necesidades de información esenciales de la organización en su totalidad:
- El análisis de la empresa, el cual examina toda la organización en términos de sus unidades, funciones, procesos y elementos de información
- El análisis de los factores críticos para el éxito, el cual se basa en la premisa de que las necesidades de información de una organización están determinadas por un número reducido de factores críticos para el éxito (CSF, del inglés critical success factors).

Existen cuatro clases de cambio estructural en las organizaciones que se pueden presentar en el rediseño de una organización sobre la base de sistemas de información:
1. Automatización, la forma más común de cambio en la organización que la tecnología de información hace posible. Esta consiste en el uso de computadoras para acelerar el desempeño de tareas existentes.
2. Racionalización, consiste en la agilización de los procedimientos operativos estándar eliminando cuellos de botella obvios, de modo que la automatización haga más eficientes los procedimientos operativos.
3. Reingeniería, esta implica rediseñar radicalmente el flujo de trabajo y los procesos de negocios que se siguen para generar productos y servicios, con el objeto de reducir radicalmente los costos del negocio
4. Cambios de paradigma, esta es la forma más radical de cambio en los negocios e implica una reconceptualización de la naturaleza del negocio y de la organización misma.

Un sistema de información nuevo se construye como solución de algún tipo de problema o conjunto de ellos que la organización percibe ante sí. El término desarrollo de sistemas se refiere a todas las actividades implicadas en la producción de una solución de sistemas de información para un problema u oportunidad de la organización. El desarrollo de sistemas es un tipo de resolución de problemas estructurada con actividades bien definidas. Estas consisten en:
1. El análisis de sistemas. Análisis de un problema que la organización tratará de resolver con un sistema de información. Además de sugerir una solución el análisis de sistemas implica un estudio de factibilidad para determinar si la solución es factible, para ello es preciso analizar tres áreas de factibilidad:
  1. Factibilidad técnica
  2. Factibilidad económica.
  3. Factibilidad operativa.
2. Diseño de sistemas. Detalla cómo un sistema satisfará los requisitos de información determinados por el análisis de sistemas. El diseño puede ser lógico, el cual presenta los componentes del sistema de información; y físico, el cual es el proceso de traducción del modelo lógico al diseño técnico específico el sistema nuevo.
3. Programación. Proceso de traducir a código de programa las especificaciones del sistema preparadas durante la etapa de diseño.
4. Pruebas. Proceso exhaustivo y minucioso que determina si el sistema produce los resultados deseados en condiciones conocidas.
5. Conversión. Proceso de cambiar del sistema antiguo al nuevo. Existen cuatro estrategias de conversión principales:
  1. Estrategia paralela. Enfoque de conversión seguro y conservador en el que tanto sistema antiguo como posible sustituto operan juntos durante un tiempo hasta que todos quedan convencidos de que el sistema nuevo funciona correctamente.
  2. Estrategia de cambio directo. Enfoque de conversión riesgoso en el que el sistema nuevo sustituye totalmente al antiguo en un día designado.
  3. Estrategia de estudio piloto. Introduce el sistema nuevo en un área limitada de la organización hasta que demuestre ser plenamente funcional; sólo entonces podrá efectuarse la conversión al sistema nuevo en toda la organización.
  4. Estrategia del método de fases. Introduce el sistema nuevo en etapas, ya sea por funciones o por unidades de organización.
6. Producción y mantenimiento. Una vez que se ha instalado el sistema nuevo y se ha terminado de efectuar la conversión, se dice que el sistema está en producción. En esta etapa, tanto los usuarios como los especialistas técnicos revisan periódicamente el sistema para determinar qué tan bien está cumpliendo con sus objetivos originales y decidir si conviene efectuar alguna modificación. Los cambios con el fin de corregir errores, cumplir con requisitos nuevos o mejorar la eficiencia del procesamiento reciben el nombre de mantenimiento.

Los sistemas difieren en cuanto a su tamaño, complejidad tecnológica y los problemas de organización que se supone van a resolver. Puesto que hay diferentes tipos de sistemas y de situaciones en los que cada sistema se concibe o construye, se han desarrollado varios métodos de construcción de sistemas, los cuales deben cumplir con la metodología explicada en este artículo.

## Los sistemas de información
Como se comentó en un principio, el objetivo de la Administración de las tecnologías de la información tiene por objeto el desarrollo de sistemas de información que permitan dar solución a problemas de administración. En este sentido existen herramientas informacionales que se esmeran en proporcionar una infraestructura para enfrentar las necesidades de gestión en las organizaciones.
Una parte de la administración en los sistemas de información utilizado en muchas empresas es el Sistema de Información Gerencial (SIG), el cual se constituye de la interacción colaborativa entre personas, tecnologías y procedimientos, que en conjunto son llamados sistemas de información. Su objetivo principal es solucionar los problemas empresariales que surjan día a día. 
Los SIG o MIS (también denominados así por sus siglas en inglés: Management Information System) se diferencian de los sistemas de información comunes cuando al analizar la información utilizan sistemas distintos para llevar a cabo las actividades operacionales de la organización. En general un SIG es un sistema integrado usuario-máquina cuya finalidad es proveer de información que apoye las operaciones, la administración y las funciones de toma de decisiones en una empresa, para ello toma como herramientas principales equipos de cómputo con un software especializado, procedimientos, manuales y modelos para el análisis a su vez éstas herramientas van de la mano con la planificación, el control y la toma de decisiones gracias  los sistemas.

## Sistemas de información por áreas

### Recursos humanos
El área de recursos humanos o de gestión de talento también puede encontrar paquetes de software para correr un sistema de información específico con ánimo de gestionar el capital humano mediante la integración de 4 módulos de información: nóminas, prestaciones sociales, indicadores de productividad y gestión de recursos humanos. Con lo anterior se establecen conexiones funcionales que permiten disminuir costos e incrementar la productividad del personal en las organizaciones.

### Marketing
El área de marketing o mercadeo en las empresas utilizan un sistema de información para administrar su relación con los clientes llamado Customer Relationship Management (CRM), el cual sirve para llevarles seguimiento específico a las necesidades de estos para cubrirlas de forma eficiente. Este sistema funciona sobre la base de un almacén de datos (data warehouse) con todos los datos de cada uno de los clientes, un gestor que los administra y un departamento de telemarketing. Es actualmente uno de los pilares fundamentales del servicio postventa.

### Administrador de las TIC
También es necesario que las organizaciones cuenten con las mejores TIC y que las áreas se involucren realmente en el negocio, en su estrategia, en sus planes y en su futuro. Por esa razón y en relación con la importancia de la administración de las tecnologías de la información, es importante incluir, aunque sea de manera general como marco de referencia, el tema de ITIL, el cual es un compendio de las mejores prácticas para la adecuada administración de las áreas de las tecnologías de información y de cómo mejorar la interrelación entre éstas y el resto de la organización por medio de la entrega de un adecuado servicio y de su oportuno involucramiento en la planeación del negocio.
Un punto primordial sobre esta herramienta es que requiere de la profesionalización del personal de las TIC, ITIL, es, en sí mismo, una guía de mejores prácticas y en ningún momento debe ser tomado como una manera de educar gente, solo se requiere resaltar que gente profesional de las TIC, siguiendo ITIL, tendrán mejores resultados.

## Tendencias en la administración de las TIC
ITIL es la guía más utilizada y aceptada de “mejores prácticas” para la gestión de los servicios ofrecidos por los departamentos de las TIC.
En años recientes[¿cuándo?] se ha incrementado el reconocimiento de que la información es el activo más importante que cualquier organización debe manejar. La clave para la recolección, análisis, producción y distribución de la información dentro de una organización es la calidad de los sistemas tecnológicos de comunicación de la información (Information Communication Technology, ICT) y los servicios de las TIC brindados en el negocio. Por lo tanto las organizaciones deben invertir los recursos apropiados para el soporte, entrega y administración de sus servicios críticos de las TIC, que los apuntalan.
Los retos clave que enfrentan hoy en día las organizaciones son:
- Relacionar las TIC con la planeación estratégica del negocio.
- Integrar y alinear a las TIC con los objetivos del negocio.
- Incorporar y retener el conjunto de recursos y habilidades correctas.
- Implementar la mejora continua.
- Medir la efectividad y eficiencia de la organización de las TIC.
- Demostrar el valor para el negocio de las TIC.
- Mejorar la entrega exitosa de proyectos.
- Aprovisionarse de manera inteligente (outsorcing, insourcing).
- Mantener el cambio constante del negocio y de las TIC.